# Shigeru Aburaya
Shigeru Aburaya (jap. 油谷 繁, Aburaya Shigeru; * 8. Februar 1977 in Nagato, Präfektur Yamaguchi) ist ein japanischer Langstreckenläufer, der sich auf die Marathondistanz spezialisiert hat.

## Karriere
Bei seinem Debüt beim Biwa-See-Marathon 2000 belegte er in 2:10:48 h den siebten Platz. Im folgenden Jahr verbesserte er sich an gleicher Stelle in persönlicher Bestleistung von 2:07:52 h auf den dritten Platz. Als bester Japaner in der Gesamtwertung sicherte er sich zudem den nationalen Meistertitel im Marathonlauf.
Bei den Leichtathletik-Weltmeisterschaften 2001 in Edmonton belegte Aburaya in 2:14:07 h den fünften Rang. 2003 wurde er beim Tokyo International Men’s Marathon in 2:09:30 h Zweiter. Im selben Jahr erreichte er bei den Leichtathletik-Weltmeisterschaften in Paris/Saint-Denis in 2:09:26 h erneut Platz fünf. Ebenfalls auf den fünften Platz lief Aburaya in 2:13:11 h beim Marathon der Olympischen Spiele 2004 in Athen.
2006 erreichte er beim London-Marathon in 2:14:49 h den 13. Platz. Beim Fukuoka-Marathon wurde er 2007 Fünfter (2:10:30 h) und 2008 Zehnter (2:13:48 h).
Shigeru Aburaya ist 1,63 m groß und hat ein Wettkampfgewicht von 51 kg. Er startet für die Firmenmannschaft des Energieversorgers Chūgoku Denryoku.

## Bestleistungen
- 5000 m: 13:39,98 min, 25. Mai 2002, Nobeoka
- 10.000-Meter: 28:13,76 min, 10. Juni 2000, Tottori
- Halbmarathon: 1:01:54 h, 10. März 2002, Yamaguchi
- Marathon: 2:07:52 h, 4. März 2001, Ōtsu